# Renate Hufkens
Renate Hufkens (Lommel, 26 mei 1984) is een Belgisch Vlaams-nationalistisch politica van de N-VA. Ze werd onder meer volksvertegenwoordiger.

## Levensloop
Hufkens is afkomstig uit Mol, maar vestigde zich na haar studies definitief in Leuven. Ze liep van 2008 tot 2009 stage bij het energiebedrijf EDF Energy.
In 2009 begon Hufkens haar loopbaan bij N-VA toen ze voor de partij parlementair medewerker van Vlaams Parlementslid Tine Eerlingen en secretaris van de Leuvense N-VA-afdeling werd. Van 2010 tot 2012 was ze ondervoorzitter van N-VA Leuven. In 2012 ging ze aan de slag bij toenmalig Vlaams minister Geert Bourgeois. Toen die in 2014 Vlaams minister-president werd, ging Hufkens bij hem werken als adjunct-woordvoerder.
Zelf werd zij in 2012 tot gemeenteraadslid van Leuven verkozen, wat ze bleef tot in 2018. Bij de federale verkiezingen van mei 2014 stond ze als eerste opvolger op de N-VA-lijst voor de Kamer van volksvertegenwoordigers in de kieskring Vlaams-Brabant en toen N-VA-volksvertegenwoordiger Theo Francken in oktober 2014 staatssecretaris werd, volgde zij hem op als in de Kamer. Ze bleef er zetelen tot in december 2018, toen Francken na de val van de regering-Michel I zijn positie van staatssecretaris verloor en terugkeerde naar de Kamer.
In februari 2018 kondigde ze aan te stoppen met de politiek en over te stappen naar de privésector. In mei 2019 werd ze communicatiemanager bij Growth Inc. Ze is ook bestuurslid bij de Vlaamse Instelling voor Technologisch Onderzoek.